# Kouakougnanou
Kouakougnanou est une localité du centre-ouest de la Côte d'Ivoire, et appartenant au département de Bouaflé, dans la Région de la Marahoué,.
La localité de Kouakougnanou est un village Yaouré situé à 5 km d'Angovia et de la mine d'or perseus mining Yaouré.

## Activités économiques
L'activité économique principale de Kouakougnanou est l’exploitation aurifère. Le village abrite sur son territoire une importante mine d’or industrielle exploitée par la société Perseus Mining Yaouré, qui constitue une source majeure d’emploi direct et indirect pour la population locale.
En parallèle, une partie des habitants pratique l’agriculture, notamment la culture du cacao, du café, de l’igname, du manioc et de la banane plantain. Cette agriculture, souvent de subsistance, complète les revenus issus des activités minières.
Des activités artisanales telles que la poterie, la vannerie ou la fabrication d’objets à base de matériaux locaux sont également présentes. Le commerce de proximité, en particulier le marché hebdomadaire, occupe une place importante dans la dynamique économique du village.

## Infrastructures et besoins
Kouakougnanou connaît, comme de nombreux villages de la région, des besoins en matière d’infrastructures de base. Parmi les principales ressources nécessaires figurent :
- l’amélioration de l’accès à l’eau potable ;
- la construction ou la rénovation des établissements scolaires ;
- la mise en place d’un centre de santé fonctionnel ;
- l’électrification complète du village ;
- le désenclavement des routes rurales pour faciliter la mobilité et l’accès aux services essentiels.

## Personnalités et développement local
Plusieurs personnalités originaires de Kouakougnanou ont marqué l’histoire du village par leur engagement en faveur de son développement.
Le principal initiateur du développement moderne du village est Abi Koffi Richmond. Grâce à ses efforts et son implication, Kouakougnanou s’est doté de plusieurs infrastructures essentielles telles que :
- des châteaux d’eau pour l’approvisionnement en eau potable ;
- l’électrification du village dès 2003 ;
- un centre de santé rural fonctionnel ;
- la construction de la cantine scolaire de l’EPP Kouakougnanou en 2017.

Konan Amani Louis a également joué un rôle fondamental dans la dynamique de développement en cofondant la MUDEK (Mutuelle pour le Développement de Kouakougnanou), une structure communautaire chargée de la coordination des initiatives locales.
Depuis sa création, la MUDEK a été dirigée par plusieurs présidents successifs :
- Konan Amani Louis – premier président de la mutuelle ;
- Aurélien Kouadio – deuxième président ;
- Diby Koffi Martin – troisième président.

Ces différents acteurs ont contribué de manière significative à l’amélioration des conditions de vie dans le village.

## Origine du nom
Le nom Kouakougnanou tire son origine de Kouakou Gnanhou, un ancêtre fondateur du village. Selon la tradition orale transmise par les anciens, Kouakou  était un chasseur akan qui s’est installé dans la région au XIXe siècle. Le nom du village signifie littéralement « le lieu où Kouakou s'est enrichit » en langue baoulé, témoignant de l’histoire et des racines identitaires du village.

## Sources
- Témoignages des anciens du village recueillis lors d’entretiens en 2024.
- Entretien avec le chef du village et les membres du conseil coutumier de Kouakougnanou.
- Données issues des rapports de la mairie de la sous-préfecture de Bégbessou.
- Informations issues de la société Perseus Mining Yaouré.
- Archives orales et documents internes de la MUDEK (Mutuelle pour le Développement de Kouakougnanou).
- Abidjan.net - Inauguration d'une cantine scolaire à Kouakougnanou, 15 octobre 2017.
- Abidjan.net - Marahoué : un centre de santé intégré inauguré à Adoumkrom, 12 octobre 2024.